# 16418 Lortzing
16418 Lortzing este un asteroid din centura principală de asteroizi.

## Descriere
16418 Lortzing este un asteroid din centura principală de asteroizi. A fost descoperit pe 29 septembrie 1987 la Tautenburg de Freimut Börngen. Asteroidul prezintă o orbită caracterizată de o semiaxă mare de 2,28 ua, o excentricitate de 0,06 și o înclinație de 8,1° în raport cu ecliptica.